# San Giorgio (1910)
«Сан-Джорджо» (італ. San Giorgio) — броненосний крейсер однойменного типу Королівських ВМС Італії початку XX століття.

## Історія створення
Крейсер «Сан-Джорджо» був закладений 4 липня 1905 року на верфі «Regio Cantiere di Castellammare di Stabia» у місті Кастелламмаре-ді-Стабія. Спущений на воду 27 липня 1908 року, вступив у стрій 1 липня 1910 року.

## Історія служби

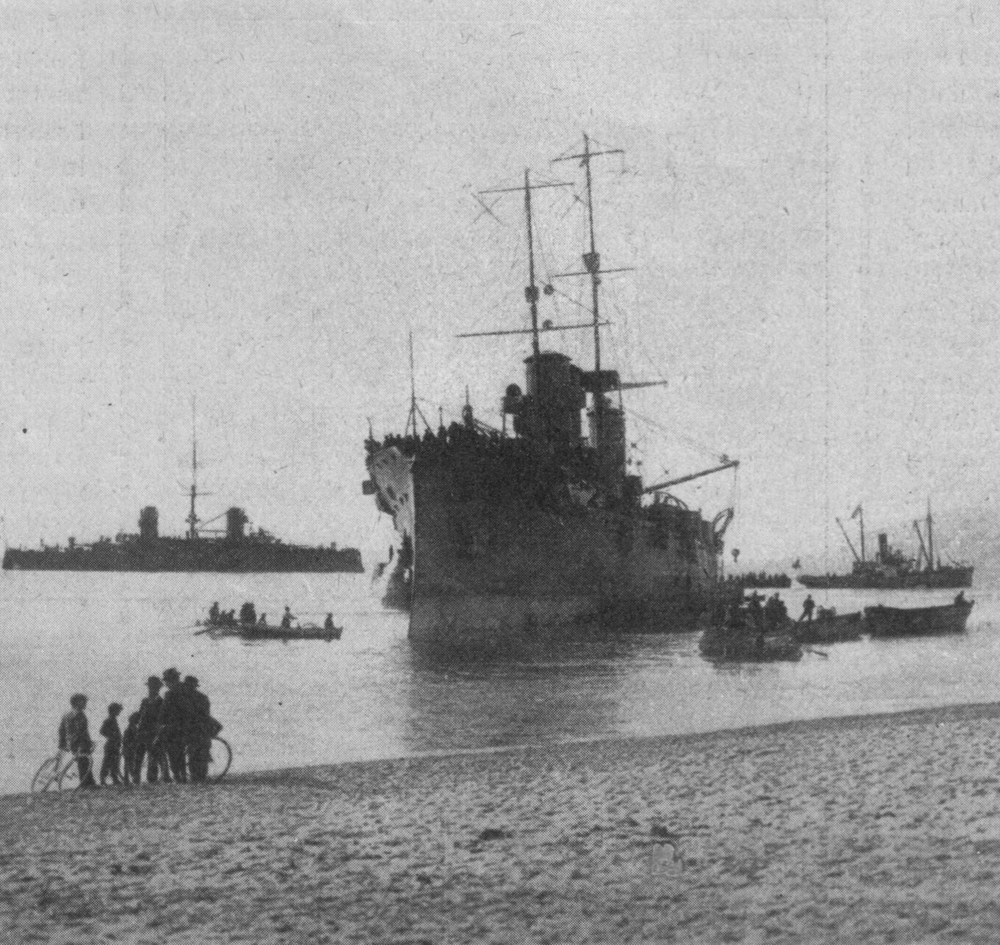
«Сан-Джорджо» на мілині поблизу Неаполя, 1913 рік

12 серпня 1910 року поблизу Неаполя «Сан-Джорджо» отримав пробоїну на рифі, внаслідок чого прийняв більше 4300 т води. Щоб уникнути затоплення, екіпаж посадив корабель на мілину. Щоб підняти корабель, з нього довелось зняти гармати, броню башт та бойової рубки. Ремонт тривав до літа 1912 року, таким чином «Сан-Джорджо» не брав участі в Італійсько-турецькій війні.

### Перша світова війна
Коли у травні 1915 року Італія вступила у Першу світову війну на боці Антанти, крейсер «Сан-Джорджо» перебував у Бріндізі. Після декількох бомбардувань італійського узбережжя австро-угорським флотом адмірал Паоло Таон ді Ревель відправив «Сан-Джорджо» та ряд інших нових крейсерів у Венецію, де перебували в основному застарілі кораблі, щоб захистити італійське узбережжя від ворожих обстрілів. Але після того, як 7 липня 1915 року крейсер «Амальфі» був потоплений підводним човном, італійський флот різко знизив свою активність. 
«Сан-Джорджо» протягом всієї війни базувався у Венеції і використовувався досить обмежено.
У жовтні 1918 року він брав участь в обстрілі Дураццо, потопивши торгове судно та пошкодивши два інших.

### Міжвоєнний період
Після закінчення війни крейсер ніс службу на Далекому Сході та біля берегів Китаю. У 1924 році крон-принц Умберто на борту крейсера здійснив візит у ряд країн Південної Америки. У 1925 році «Сан-Джорджо» був переведений у Червоне море, де був включений до складу «Дивізіону Червоного моря та Індійського океану» (італ. Divisione Navale del Mar Rosso e dell'Oceano Indiano)).
Протягом 1930-1935 років вже застарілий крейсер базувався в Полі, де використовувався як навчальний корабель. У 1937—1938 роках «Сан-Джорджо» був модернізований та перетворений на корабель берегової охорони. При цьому було демонтовано 6 котлів та 2 димові труби. потужність силової установки становила 18 200 к.с. Артилерія головного та середнього калібру залишилась без змін, але всі малокаліберні гармати та торпедні апарати були демонтовані. Замість них встановили вісім 100-мм універсальних гармат L/47, розміщених попарно, шість 37-мм зенітних автоматів «Бреда» та чотири 13,2-мм кулемети Breda Mod. 31. Товщина горизонтального бронювання була доведена до 80 мм.
У 1940 році зенітне озброєння було знову посилене. Перед носовою баштою головного калібру була встановлена ще одна пара 100-мм гармат, кількість великокаліберних кулеметів довели до 14, а також встановили дванадцять 20-мм зенітних автоматів.

### Друга світова війна

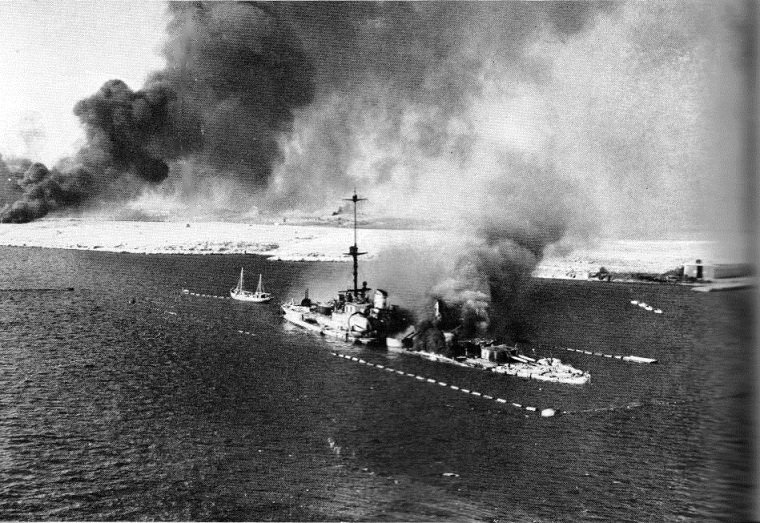
Палаючий «Сан-Джорджо» у Тобруку, 22 січня 1941 року

Після початку Другої світової війни «Сан-Джорджо» базувався у Тобруці. Командував кораблем капітан II рангу Стефано Пульєзе. Корабель надавав вогневу підтримку італійським військам у Лівії і здійснював протиповітряну оборону міста. 10 червня 1940 року він був пошкоджений британськими літаками з авіаносця «Ігл». Наступного дня корабель був пошкоджений вогнем 152-мм снарядів з британських крейсерів.
22 січня 1941 року «Сан-Джорджо» був знову пошкоджений британською авіацією і для уникнення затоплення посаджений на мілину. Перед здачею Тобрука корабель був затоплений на мілководді.
У 1952 році корабель був піднятий. Його намагались відбуксирувати в Італію, але під час шторму обірвались буксирувальні канати, і корабель затонув за 100 миль від Тобрука.

## Нагороди
За участь у бойових діях крейсер «Сан-Джорджо» був нагороджений медаллю «За військову доблесть».